# Barbate
Barbate è un comune spagnolo di 21 815 abitanti situato nella comunità autonoma dell'Andalusia.

## Geografia
Nel territorio comunale, a pochi chilometri ad ovest della cittadina, si trova il promontorio di Capo Trafalgar, storicamente famoso per la Battaglia di Trafalgar del 1805.